# 南车水库
南车水库，又称白鹭湖，位于江西泰和县桥头镇，井冈山脚下，是一座以灌溉为主，兼有发电、防洪、养殖、旅游等综合利用的大（二）型水库。

## 水利
南车水库是江西省“八五”重点水利工程，建设于1990年代，于1998年12月下闸蓄水。源出井冈山大小井的灉水（六八河）横穿水库，为水库提供了充沛、优质的水源。水库设计正常蓄水位为160m高程，总库容1.53亿立方米，灌溉农田面积30.06万亩，发电装机1.28万千瓦，设计年发电量3894万度。年均来水量为43200 万m3，正常水面养殖面积约13300亩。

## 旅游
白鹭湖位于群山之中，碧波万顷与两岸青山构成了优美的山水风光画。湖区植被茂盛，森林覆盖率达90%，是一座天然氧吧。主要景观有龙潭、摩石、瀑布、珍稀观赏树种竹柏林、楠木林，500年以上树龄的桂花树、被当地摄影爱好者誉为“小九寨沟”落金山峡谷等。目前，湖区已开辟为白鹭湖国家森林公园，同时也是水利部认定的国家水利风景区，有漂流、游船、度假村、会展中心等游乐度假项目。